# لا يينا دي لا كونسيبسيون
بلدية لا يينا دي لا كونسيبسيون (بالإسبانية: La Línea de la Concepción)‏، هي إحدى بلديات مقاطعة قادس, التي تقع في منطقة الأندلس جنوب إسبانيا.
يبلغ عدد سكانها 60.951 نسمة وفقاً لإحصائية سنة (2002).

## المناخ
يظهر الجدول التالي التغييرات المناخية على مدار السنة للا يينا دي لا كونسيبسيون:
| البيانات المناخية لـلا يينا دي لا كونسيبسيون | البيانات المناخية لـلا يينا دي لا كونسيبسيون | البيانات المناخية لـلا يينا دي لا كونسيبسيون | البيانات المناخية لـلا يينا دي لا كونسيبسيون | البيانات المناخية لـلا يينا دي لا كونسيبسيون | البيانات المناخية لـلا يينا دي لا كونسيبسيون | البيانات المناخية لـلا يينا دي لا كونسيبسيون | البيانات المناخية لـلا يينا دي لا كونسيبسيون | البيانات المناخية لـلا يينا دي لا كونسيبسيون | البيانات المناخية لـلا يينا دي لا كونسيبسيون | البيانات المناخية لـلا يينا دي لا كونسيبسيون | البيانات المناخية لـلا يينا دي لا كونسيبسيون | البيانات المناخية لـلا يينا دي لا كونسيبسيون | البيانات المناخية لـلا يينا دي لا كونسيبسيون |
| الشهر                                        | يناير                                        | فبراير                                       | مارس                                         | أبريل                                        | مايو                                         | يونيو                                        | يوليو                                        | أغسطس                                        | سبتمبر                                       | أكتوبر                                       | نوفمبر                                       | ديسمبر                                       | المعدل السنوي                                |
| -------------------------------------------- | -------------------------------------------- | -------------------------------------------- | -------------------------------------------- | -------------------------------------------- | -------------------------------------------- | -------------------------------------------- | -------------------------------------------- | -------------------------------------------- | -------------------------------------------- | -------------------------------------------- | -------------------------------------------- | -------------------------------------------- | -------------------------------------------- |
| متوسط درجة الحرارة الكبرى °م (°ف)            | 16.0 (60.8)                                  | 17.0 (62.6)                                  | 18.0 (64.4)                                  | 20.0 (68.0)                                  | 22.0 (71.6)                                  | 26.0 (78.8)                                  | 28.0 (82.4)                                  | 28.0 (82.4)                                  | 26.0 (78.8)                                  | 22.0 (71.6)                                  | 19.0 (66.2)                                  | 17.0 (62.6)                                  | 21.6 (70.9)                                  |
| متوسط درجة الحرارة الصغرى °م (°ف)            | 11.0 (51.8)                                  | 12.0 (53.6)                                  | 13.0 (55.4)                                  | 13.0 (55.4)                                  | 16.0 (60.8)                                  | 18.0 (64.4)                                  | 20.0 (68.0)                                  | 21.0 (69.8)                                  | 20.0 (68.0)                                  | 17.0 (62.6)                                  | 14.0 (57.2)                                  | 12.0 (53.6)                                  | 15.6 (60.1)                                  |
| معدل هطول الأمطار مم (إنش)                   | 93.0 (3.66)                                  | 87.0 (3.43)                                  | 63.0 (2.48)                                  | 50.0 (1.97)                                  | 25.0 (0.98)                                  | 10.0 (0.39)                                  | 1.0 (0.04)                                   | 4.0 (0.16)                                   | 21.0 (0.83)                                  | 81.0 (3.19)                                  | 102.0 (4.02)                                 | 109.0 (4.29)                                 | 646 (25.44)                                  |
| المصدر: Weather Atlas                        |                                              |                                              |                                              |                                              |                                              |                                              |                                              |                                              |                                              |                                              |                                              |                                              |                                              |

## أعلام
- ماتياس ألونسو رويز
- ماني تشارلتون
- رافاييل تروخيو فيار
- خوان ميرينو رويز
- تشيتشو مينيسيس